# Stefano Beltrame (Diplomat)

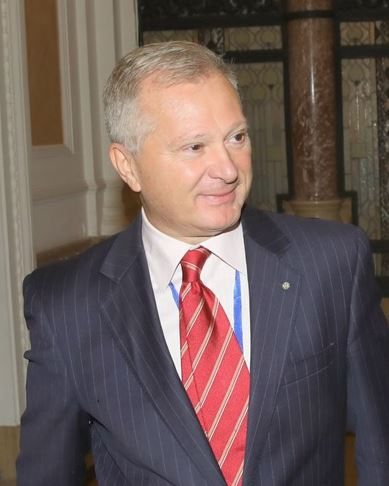
Stefano Beltrame

Stefano Beltrame (* 8. Dezember 1960 in Verona) ist ein italienischer Diplomat und Autor. Seit Oktober 2021 ist er italienischer Botschafter in Österreich.

## Leben
Stefano Beltrame wurde 1960 in Verona geboren und schloss 1985 sein Studium der Politikwissenschaften an der Universität Padua mit Auszeichnung ab. Nach internationaler beruflicher Erfahrung im Privatsektor (bei Procter & Gamble und Johnson & Johnson) trat er Anfang der 90er Jahre in den diplomatischen Dienst ein.
Als Diplomat war er zunächst in Kuwait (1993–1997), Deutschland (Bonn-Berlin, 1998–2001), als stellvertretender Missionschef im Iran (2003–2006) und in den USA als Verantwortlicher für Wirtschafts-, Wissenschafts- und Handelsagenden (2006–2010) tätig. 2010 wurde ihm das Amt des diplomatischen Beraters des Präsidenten der Region Venetien Luca Zaia in Venedig und die Leitung des Regionalbüros Venetiens in Brüssel übertragen. Ab 2014 war er italienischer Generalkonsul in Shanghai.
2018 wurde er diplomatischer Berater des italienischen Innenministers. Ab dem darauffolgenden Jahr arbeitete er als Leiter der Abteilung für Aus- und Weiterbildung der Diplomaten der Generaldirektion für Personalressourcen und Innovation des italienischen Außenministeriums.
2021 wurde er vom italienischen Ministerrat zum italienischen Botschafter in Österreich ernannt. Er ist dort Nachfolger von Sergio Barbanti.
Stefano Beltrame verfasste zahlreiche Publikationen. Er ist auch Mitglied des Observatoriums für den Persischen Golf bei der Columbia University, Gulf/2000.

## Auszeichnungen
- Cavaliere Ufficiale dell’Ordine al Merito della Repubblica (Großes Ehrenzeichen für die Verdienste um die Republik Italien), 2009
- Cavaliere dell’Ordine al Merito della Repubblica, 2002
- Bundesverdienstkreuz 1. Klasse der Bundesrepublik Deutschland, 2002

## Werke
- „Eine kurze Geschichte der Italiener in China“ (in italienischer Sprache), Verlag LUISS University Press, 2018
- „Eine Geschichte Kuwaits. Die Araber, der Westen und der Erste Golfkrieg“ (in italienischer Sprache), Verlag Aracne, 2013
- „Mossadegh. Iran, Öl, die USA und die Ursprünge der Islamischen Revolution“ (in italienischer Sprache), Verlag Rubettino, 2009
- „Der Erste Golfkrieg. Warum Bagdad nicht eingenommen wurde. Von der Chronik zu einer Analyse eines noch schwelenden Konflikts“ (in italienischer Sprache), Verlag Adn Kronos Libri, 2003